# Veddeler Brückenstraße
Die Veddeler Brückenstraße ist eine Straße im Hamburger Stadtteil Hamburg-Veddel. Sie führt vom Bahnhof Veddel im Westen bis zur Bundesautobahn 255 im Osten des Stadtteils. Sie ist die Hauptstraße des Stadtteils, da sie viele wichtige Funktionen besitzt (Zubringerstraße zum Bahnhof sowie zur Autobahn und den Hamburger Elbbrücken, gastronomische Betriebe, Einzelhandel, Wohnstraße) und im Zentrum der Veddel gelegen ist.

## Geografie

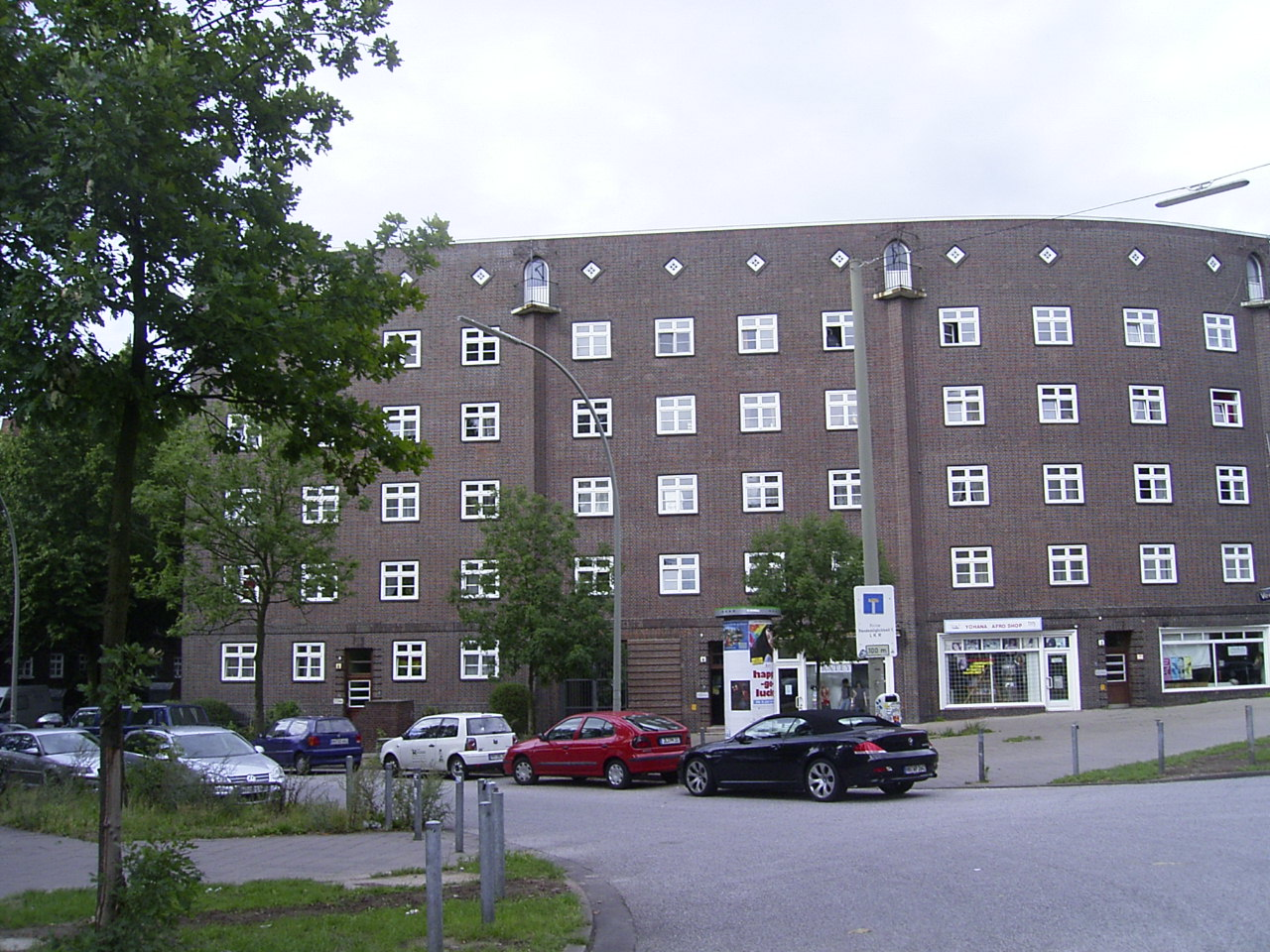
Wohnblock Veddeler Brückenstraße

### Lage und Verlauf
Von Südosten Richtung Nordwesten wird die Hansestadt Hamburg von der Elbe durchkreuzt. Südlich des Hauptstroms der Elbe (Norderelbe) liegen die drei Elbinseln Wilhelmsburg, Peute und Veddel. Zum Stadtteil Veddel gehören Teile aller drei Inseln. Der Stadtteil selbst ist mit ca. 5000 Einwohnern auf einer Fläche von etwa 4,4 km² einer der kleinsten Hamburgs. Er zählt zum Bezirk Hamburg-Mitte, grenzt im Nord-Osten an den Stadtteil Hamburg-Rothenburgsort, im Nord-Westen an den Stadtteil Hamburg-Kleiner Grasbrook, im Süd-Westen an Wilhelmsburg und im Süd-Osten an Hamburg-Moorfleet. Die Veddel zeichnet sich durch eine multi-ethnische Bevölkerung aus. Die Veddeler Brückenstraße führt diagonal durch den Stadtteil ausgehend von der S-Bahn Haltestelle Veddel in Richtung Nord-Osten bis zur Autobahn 255, unter der sie hindurch führt. Nördlich der Straße befinden sich Wohnblocks, die Stadtteilschule, die Kirche sowie ein Sportplatz, während südlich neben einigen kleinen Wohnstraßen und einer Kindertagesstätte, der alte Zollhafen angrenzt und der Blick auf den Müggenburger Kanal und das IBA-Dock frei ist.

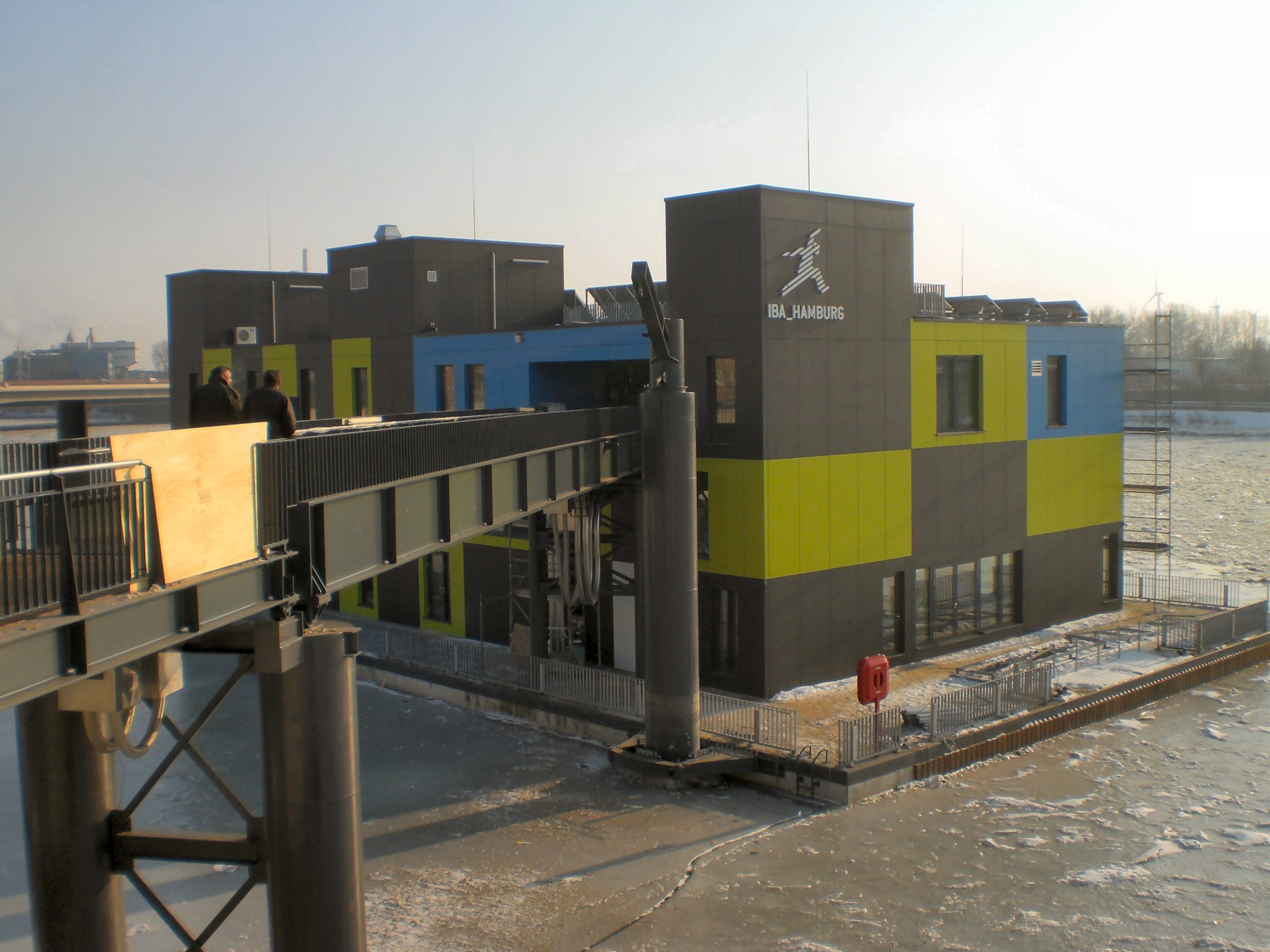
IBA-Dock am Müggenburger Kanal

### Grenzen
Dadurch, dass der Stadtteil sich auf einer Insel befindet, ist er von zwei Seiten durch Wasser begrenzt, außerdem bilden die Bahngleise und die Autobahnbrücke zu den anderen Seiten weitere Grenzen. Die Grenzen des Stadtteils und die damit einhergehende Trennung vom Zentrum Hamburgs, zu dem er rechtlich gehört, verstärken die Bedeutung der Veddeler Brückenstraße als Knotenpunkt sozialen Geschehens und Zubringer zu den Wohnstraßen.
Die geradlinige Veddeler Brückenstraße mit ihren breiten Gehwegen, hohen, massiven Backsteinbauten vom renommierten Hamburger Architekten Fritz Schumacher und jungen Bäumen rechts und links bietet sich den Anwohnern nicht nur als Aufenthalts- oder Durchgangsort, sondern auch als Präsentationsmeile dar.

## Geschichte
Die Veddeler Brückenstraße war bis in die 1980er Jahre Teil der Bundesstraßen 4 und 75. Der Verkehr wurde über sie von der Bundesautobahn 255 zur Wilhelmsburger Reichsstraße und somit nach Wilhelmsburg und Hamburg-Harburg (südliche Stadtteile der Hansestadt Hamburg) geleitet. Durch die Anbindung der Wilhelmsburger Reichsstraße an die Bundesautobahn 252 wurde die Veddeler Brückenstraße verkehrsberuhigt, so dass ihre Bedeutung einen Wandel durchlief.

## Bedeutung

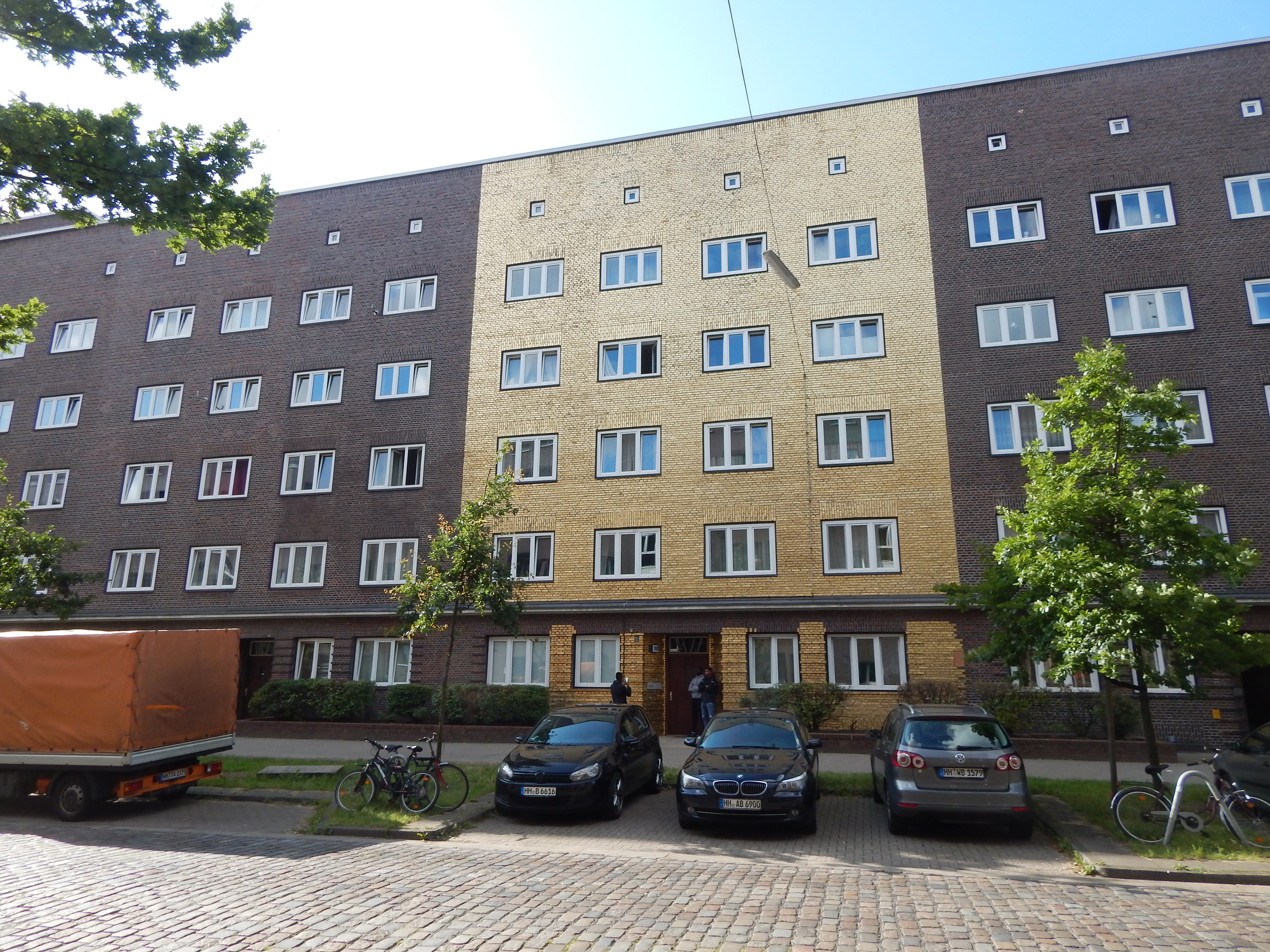
Goldhaus

Die Veddel nimmt in der aktuellen Hamburger Stadtentwicklung eine zunehmend wichtige Rolle ein. Seit einigen Jahren werden bevorzugt Wohnungen an Studierende vergeben und im Stadtteil finden regelmäßig Projekte verschiedener kultureller Einrichtungen – beispielsweise „New Hamburg“ (2013) und das Goldhaus (2017) – statt, die häufig gemeinschaftsfördernd und Ruf aufwertend motiviert sind. Solche Maßnahmen wirken dem bestehenden negativ behafteten Image der Veddel entgegen. Die Veddeler Brückenstraße kann durch ihre Lage und Funktion als Zentrum des Stadtteils beschrieben werden. Sie verläuft gradlinig, stellt innerhalb ihrer Umgebung eine vergleichsweise ausladende Straßen dar und weist ein einheitliches Fassadenbild auf, welches aus vierstöckigen Backsteingebäuden mit weißen Sprossenfenstern besteht. Außerdem ist sie zu beiden Seiten mit breiten Bürgersteigen und Bäumen versehen, die sie als Boulevard kennzeichnen. Die Veddeler Brückenstraße ist Zubringerstraße vom S-Bahnhof zu den Wohnungen sowie zur Bundesautobahn 255, einer der wenigen Aufenthaltsorte des Stadtteils mit Cafés, Restaurants, einer Bäckerei und der einzigen Apotheke der Insel. Sie laden als Treffpunkt der Anwohner dazu ein sich zu unterhalten, Konflikte zu klären und sich über die Geschehnisse des Stadtteils auszutauschen. Die südliche Straßenseite besteht bis auf ein Landschaftsarchitekturbüro ausschließlich aus Wohneinheiten. Auf der nördlichen Seite befinden sich einige Gastronomiebetriebe, darunter das Café Scotland Jards, das Eiscafé Sharri, das Café Monika's sowie der Stadtteilladen Veddel, Veddel-aktiv e. V., das Goldhaus und die Islamische Gemeinde Hamburg-Veddel e. V.